# Ailuropoda
Ailuropoda, rod koji se pripisuje porodici medvjeda (Ursidae), a čiji je danas jedini predstavnik veliki panda (Ailuropoda melanoleuca) koji se očuvao po bambusovim šumama u Kini.
Sve ostale vrste ovoga roda poznate su samo po fosilnim nalazima iz kasnog pliocena i pleistocena pronađenim u Kini i Vijetnamu.
- †Ailuropoda baconi Woodward 1915
- †Ailuropoda fovealis Matthew and Granger 1923
- Ailuropoda melanoleuca David 1869 [veliki panda]
- †Ailuropoda microta Pei 1962
- †Ailuropoda wulingshanensis Wang et al. 1982

Izvori o vrstama